# Liste der Europaschutzgebiete im Land Salzburg
Im Land Salzburg gibt es 29 Natura-2000-Gebiete (Europaschutzgebiete) mit einer gesamten Fläche von 1.080 km². Die Natura-2000-Gebiete machen etwa 15 % der Landesfläche von Salzburg aus.

## Die Natura-2000-Gebiete im Salzburgischen Naturschutzrecht
Durch die zwei Europäischen Naturschutzrichtlinien, die Richtlinie 92/43/EWG (Fauna-Flora-Habitat-Richtlinie) und die Richtlinie über die Erhaltung der wildlebenden Vogelarten (Vogelschutzrichtlinie, 79/409/EWG), ist Österreich verpflichtet, Gebiete, die für den gemeinschaftliche Umweltschutz der Europäischen Union von Interesse sind, zu melden. Diese gelten dann als „vorgeschlagen“ (proposed Site of Community Importance … pSCI) und werden dann seitens der EU bestätigt, in eine gemeinsame Liste eingetragen, und in das Natura-2000-Netzwerk integriert (als Gebiete von gemeinschaftlicher Bedeutung nach der Habitat-Richtlinie … SCI, SAC und als Besondere Schutzgebiete nach der Vogelschutzrichtlinie … SPA – letztere brauchen keine ausdrückliche Bestätigung). Die Mitgliedstaaten hatten bis Juni 1995 alle Gebiete, die von gemeinsamem europäischem Interesse sein könnten, an die Europäische Kommission zu melden, das erfolgte anfangs durch die Länder direkt, 2003 erstellte Österreich eine gemeinsame Nationale Liste und mit 2004 trat die erste Liste der Gebiete gemeinschaftlicher Bedeutung in Kraft, und auch die Vogelschutzgebiete wurden in das Natura-2000-Netzwerk integriert. Seither werden von den Landesregierungen einzelne Gebiete nachgenannt, wo noch Schutzbedarf besteht.
Es obliegt anschließend den Mitgliedstaaten, geeignete Schutzinstrumente auszuwählen. In Österreich, wo Naturschutz auf Landesebene geregelt, ist, sind das durchwegs eine der landesrechtlichen Schutzkategorien. Es besteht eine regelmäßige Berichtspflicht, und die Verpflichtung zur Überwachung (Monitoring) der Schutz- und Entwicklungsziele der Räume.

### Europaschutzgebiete nach FFH- (SCI/GGB) und Vogelschutz-RL (SPA/BSG)
Nach § 5 Z. 10 Salzburger Naturschutzgesetz 1999 (NSchG 1999) werden die Natura-2000-Gebiete allgemein als „Europaschutzgebiet“ bezeichnet. Geregelt sind sie im § 22a NSchG Europaschutzgebiete. Es werden durch Verordnung der Landesregierung Schutzbestimmungen erlassen, die Schutzzweck und die Erhaltungsziele, sowie die erforderlichen Gebote und Verbote enthalten – außer „wenn für das Gebiet bereits durch andere Maßnahmen ein ausreichender Schutz und das Erreichen des Erhaltungsziels sichergestellt sind“ (§ 22a Z. 5), etwa bei denen, die schon im Nationalpark liegen, oder als Naturschutzgebiet oder Naturdenkmal ausreichend streng geschützt sind.

### Wild-Europaschutzgebiete (WSG)
Neben den nach Fauna-Flora-Habitat- und Vogelschutz-Richtlinie bestimmten Gebieten EU-gemeinschaftlicher Bedeutung bietet das Natur 2000-Netzwerk auch Rahmen für andere Schutzkategorien. In Salzburg sind eine Reihe von Wild-Europaschutzgebieten, die eine Sonderform der Wildbiotopschutzgebiete darstellen, nach dem § 108 a Jagdgesetz ausgewiesen. WSG stellen die Vorgaben der beiden zentralen EU-Richtlinien in Hinblick auf jagdliche Belange sicher, vornehmlich kommen dafür Vogelschutzgebiete in Betracht (z. B. zum Schutz von Raufußhühnern oder Greifvögeln). Sie dienen im Besonderen auch wissenschaftliche Forschungsmaßnahmen auf dem Gebiet der Wildökologie (§ 108 a Z. 7, gemäß Art. 18 der FFH-Richtlinie und Art. 10 der Vogelschutzrichtlinie).

## Liste der Europaschutzgebiete im Land Salzburg

### Legende
- Kennziffer des Gebiets (Sitecode 97/266/EG 1.2.)[6]
- Code des Gebiets im Salzburger Naturschutzbuch
- FFH … alle Fauna-Flora-Habitatgebiete (Gebiete gemeinschaftlicher Bedeutung, GGB/SCI bzw. SAC)
- VS … alle Vogelschutzgebiete (Besondere Schutzgebiete BSG/SPA)
- Bezeichnung des Gebiets (Name, 97/266/EG 1.7.)[6]
- bR … biogeographische Region (Dok. Hab. 95/10):
 A … alpine biogeographische Region (Alpenraum, in etwa Raum der Alpenkonvention)
K … kontinentale biogeographische Region (restliches Österreich: Alpenvorländer und Granit- und Gneishochland)
- Bezirk/Lage … Politische Bezirke, in denen das Gebiet liegt, oder die Anteil haben;[7] Geokoordinaten des Gebietsmittelpunkts (G.) (97/266/EG 2.1.)[6]
- Fl. … Fläche in Hektar (97/266/EG 2.2.)[6]
- Typ … Gebietstyp (97/266/EG 1.1.),[6] Lagebeziehung zu anderen Natura-2000-Gebieten (T.)
- seit/LGBl. Nr. … Datum der Meldung, allfällig Bestätigung des Gebiets durch die EK, landesrechtliche Umsetzung: Bekanntmachung und Schutzzielerklärung im Landesgesetzblatt
- pA … Vorhandensein von einem oder mehreren prioritären natürlichen Lebensraumtypen und/oder einer oder mehrerer prioritärer Arten im Sinne von Artikel 1 der Richtlinie 92/43/EWG

### Liste
| Kennziffer | Code      | FFH | VS | Bezeichnung                  | bR | Bezirk; Lage (G.)              | ha (Fl.)  | Typ (T.) | seit                                     | pA | Anmerkungen (Sort.) |
| ---------- | --------- | --- | -- | ---------------------------- | -- | ------------------------------ | --------- | -------- | ---------------------------------------- | -- | --- |
| AT3201014  | ESG 00005 | *   | *  | Wallersee-Wenger Moor        | K  | Salzburg-Umgebung              | 298,47    | C        | 1996 (LGBl. 51/2006 n. NSchG)            | *  | auch NSG (00014) |
| AT3202006  | ESG 00006 |     | *  | Oichtenriede (Oichten-Riede) | K  | Salzburg-Umgebung              | 105,45    | A        | 1995                                     |    | schließt an Teilgebiet von GGB Wiesengebiete und Seen im Alpenvorland (Oberösterreich, AT3123000) an: auch NSG (00006) |
| AT3203010  | ESG 00007 | *   | *  | Winklmoos                    | A  | Zell a.S.                      | 78,08     | C        | 1995 (LGBl. 51/2006 n. NSchG)            | *  | auch NSG (00010) |
| AT3204002  | ESG 00010 | *   |    | Sieben Möser-Gerlosplatte    | A  | Zell a.S.                      | 168,57    | B        | 1995 (LGBl. 51/2006 n. NSchG)            | *  | auch NSG (00002) |
| AT3205021  | ESG 00008 | *   | *  | Obertauern-Hundsfeldmoor     | A  | St. Johann, Tamsweg            | 99,84     | C        | 1995 (LGBl. 51/2006 n. NSchG)            | *  | auch NSG (00062) |
| AT3206007  | ESG ??    | *   |    | Bluntautal                   | A  | Hallein                        | 433,80    | E        | 1995 (n. NSchG)                          | *  | schließt an GGB Kalkhochalpen an (überlappt teils mit NSG 12); in leicht anderen Grenzen auch GLT (00007), teils überlappend auch Teilgebiet von LSG Göll, Hagen-, Hochköniggebirge, Steinernes Meer (00030) |
| AT3207020  | ESG 00016 | *   |    | Seetaler See                 | A  | Tamsweg                        | 214,24    | B        | 1995 (n. NSchG, Mai 2008)                | *  | Kernzone 20 ha, Landschaftsschutzbereich 194 ha; auch LSG (00062) |
| AT3208118  | ESG 00004 | *   |    | Schwarzbergklamm             | A  | Zell a.S.                      | 14,07     | B        | 1997 (n. NSchG, Apr. 2006)               | *  | auch NSG (00025) |
| AT3209022  | ESG ??    |     | *  | Salzachauen, Salzburg        | K  | Salzburg-Umgebung              | 1.120,00  | J        | 1997 (n. NSchG)                          |    | überlappend mit Südteil des gleichnamigen GGB, anschließend an BSG Salzach und Inn (Bayern, DE7744301); zusammen mit GGB-Gebiet Salzachauen in Oberösterreich (AT3118000, nicht FFH ausgewiesen) IBA Salzachtal (AT036) |
| AT3210001  | NAP 00001 | *   | *  | Hohe Tauern, Salzburg        | A  | St. Johann, Tamsweg, Zell a.S. | 80.514,00 | C        | 1997 (n. NPG)                            | *  | 6 Teilgebiete; anschließend liegen die jew. gleichnamigen Natura-2000-Gebiete in Kärnten (GGB AT2101000, BSG AT2129000) und Tirol (GGB+BSG AT3301000), alle auch NP |
| AT3211012  | ESG 00009 | *   |    | Kalkhochalpen, Salzburg      | A  | Hallein, St. Johann, Zell a.S. | 23.610,00 | K        | 1997 (LGBl. 51/2006 n. NSchG)            | *  | 2 Teilgebiete; enthält Großteil von BSG Kematen (WSG 00002), anschließend auch ESG Bluntautal (AT3206007, auch GLT 00007), NP und GGB Berchtesgaden (DE8342301) in Bayern; auch NSG (00012); enthält NDM/NWR/EBR Mitterkaser (großteils, NDM00133; NWR0002, EBR o.Kz.) und Biederer Alpswald (NDM00078; NWR0007, EBR o.Kz.); angrenzend auch alle Teilgebiete von LSG Göll, Hagen-, Hochköniggebirge, Steinernes Meer (00030) und NAP Weißbach (00003, auch LSG Gerhardstein–Hintertal–Weißbacher Gemeinschaftsalm 00061); ca. 20 km² |
| AT3212111  | ESG 00015 | *   |    | Tauglgries                   | A  | Hallein                        | 31,90     | B        | 2000 (n. NSchG, Dez. 2007)               | *  | auch NSG (00026) |
| AT3213003  | ESG 00011 | *   |    | Gerzkopf                     | A  | Hallein, St. Johann            | 90,83     | B        | 2000 (LGBl. 51/2006 n. NSchG)            | *  | auch NSG (00003) |
| AT3214000  | ESG 00001 | *   |    | Rotmoos-Käfertal             | A  | Zell a.S.                      | 168,74    | E        | 2000 (n. NSchG, Jän. 2003)               | *  | schließt an NP und GGB/BSG Hohe Tauern (AT3210001); auch NSG (00022), sowie RSG Rotmoos im Fuschertal (00001, 58 ha) |
| AT3215000  | WSG 00003 |     | *  | Klemmerich                   | A  | Zell a.S.                      | 427,90    | A        | 2000 (n. SJG, Okt. 2006)                 |    | |
| AT3216000  | WSG 00006 |     | *  | Dürrnbachhorn                | A  | Zell a.S.                      | 39,69     | A        | 2000 (n. SJG, Okt. 2006)                 |    | |
| AT3217000  | WSG 00005 |     | *  | Martinsbichl                 | A  | Zell a.S.                      | 39,76     | A        | 2000 (n. SJG, Okt. 2006)                 |    | |
| AT3218000  | WSG 00007 |     | *  | Hochgimpling                 | A  | Zell a.S.                      | 16,50     | A        | 2000 (n. SJG, Apr. 2007)                 |    | |
| AT3219000  | WSG 00004 |     | *  | Gernfilzen-Bannwald          | A  | Zell a.S.                      | 44,22     | D        | 2000 (n. SJG, Okt. 2006)                 |    | grenzt an Tiroler Landschaftsschutzgebiet Hefferthorn-Fellhorn-Sonnenberg |
| AT3220000  | WSG 00002 |     | *  | Kematen                      | A  | Zell a.S.                      | 169,86    | J        | 2000 (n. SJG, Okt. 2006)                 |    | Großteil im GGB und NSG Kalkhochalpen (ESG 00009) |
| AT3221000  | WSG 00001 |     | *  | Joching                      | A  | Zell a.S.                      | 224,50    | A        | 2000 (n. SJG, Okt. 2006)                 |    | |
| AT3222000  | ESG 00002 | *   |    | Überlingmoore                | A  | Tamsweg                        | 38,41     | B        | 2000 (n. NSchG, Sep. 2005)               | *  | drei Teilbereiche: Moor am Ötzboden, Moor am Zechnergraben, Gebiet der acht Moore um Überlingmoos und Überlinghütte; auch NSG (00023) |
| AT3223000  | ESG ??    | *   |    | Salzachauen, Salzburg        | K  | Salzburg-Umgebung              | 601,89    | K        | 2001 (n. NSchG)                          | *  | teilweise überlappend mit gleichnamigem BSG (AT3209022), anschließend an GGB-Gebiet Salzachauen (AT3118000) in Oberösterreich |
| AT3224000  | ESG 00013 | *   |    | Entrische Kirche             | A  | Zell a.S.                      | 6,39      | B        | 2001 (LGBl. 128/2006n. NSchG, Jän. 2007) |    | Umgebung zweier Naturhöhlen: Entrische Kirche, Heidenkirche |
| AT3225000  | ESG 00003 |     | *  | Weidmoos                     | K  | Salzburg-Umgebung              | 136,00    | A        | 2001 (n. NSchG, Mai 2006)                |    | (nicht direkt) anschließend an Teilgebiet Ibmer Moore von GGB Wiesengebiete und Seen im Alpenvorland (Oberösterreich, AT3123000); auch NSG (00024) |
| AT3226000  | ESG 00012 | *   |    | Zinkenbach-Karlgraben        | A  | Salzburg-Umgebung              | 100,41    | B        | 2002 (n. NSchG, Jul. 2006)               | *  | |
| AT3227000  | ESG 00017 | *   |    | Untersberg-Vorland           | A  | Salzburg-Umgebung              | 193,23    | B        | 2002 (n. NSchG, Aug. 2008)               | *  | auch LSG (00063) |
| AT3228000  | ESG 00018 |     | *  | Bürmooser Moor               | K  | Salzburg-Umgebung              | 56,00     | A        | 2002 (n. NSchG)                          |    | auch NSG (00028) |
| AT3229000  | ESG 00014 | *   |    | Nordmoor am Mattsee          | K  | Salzburg-Umgebung              | 2,38      | E        | 2002 (n. NSchG, Mär. 2008)               |    | schließt an Teilgebiet von GGB Wiesengebiete und Seen im Alpenvorland (Oberösterreich, AT3123000, gleichnamiges oö. NGS n137); auch GLT 00027 |

```
 Quelle und Stand: Land Salzburg/SAGIS, Nationale Liste Gesamtmeldung April 2004 (mit erg. 2008), Dritte aktualisierte Liste der EU vom 2. Februar 2010
[
35
]
```

(G.) Koordinaten nach 2010/42/EK, präziser jew. im NATURA 2000 Data Form
(T.) 97/266/EG 1.1. Gebietstyp:
A … Ausgewiesenes BSG ohne Verbindung zu anderem Natura-2000-Gebiet
B … GGB ohne Verbindung zu einem anderen Natura-2000-Gebiet
C … Die Fläche des GGB entspricht dem ausgewiesenen BSG
D … BSG, das ein anderes Natura-2000-Gebiet berührt (in anderem Verwaltungsgebiet, GGB oder BSG)
E … GGB, das ein anderes Natura-2000-Gebiet berührt (in anderem Verwaltungsgebiet, GGB oder BSG)
F … BSG, das ein GGB beinhaltet
G … GGB, das vollständig innerhalb eines BSG liegt
H … BSG, das vollständig in einem GGB liegt
I … GGB, das ein BSG enthält
J … BSG, das sich mit einem GGB teilweise überschneidet
K … GGB, das sich mit einem BSG teilweise überschneidet
(Fl.) Fläche nach Land Salzburg/SAGIS oder 2010/42/EK, Flächenangaben je nach Maßstab der Aufnahme und/oder Datum der Publikation abweichend
(Sort.) Sortierbar nach nationalem/internationalem und sonstigem Schutz/alleiniger EU-Schutzstellung